# Пайер, Киллиан
Киллиан Пайер (нем. Killian Peier; род. 28 марта 1995 года, Швейцария) — швейцарский прыгун с трамплина, бронзовый призёр чемпионата мира 2019 года, призёр этапа Кубка мира сезона 2018/2019 г. Член сборной Швейцарии по лыжным видам спорта.

## Спортивная карьера
На Чемпионате мира по лыжным видам спорта среди юниоров в 2013 году в Либереце Пайер поднялся на 15-е место в личном зачете и достиг 11-го места с командой. Дебют на этапах Кубка мира пришёлся на 8 февраля 2013 года в Виллингене.
На Чемпионате мира по лыжным видам спорта 2013 года в Валь-ди-Фьемме он занял 41-е место в квалификации на большом трамплине. В командных прыжках он поднялся на десятое место вместе с Симоном Амманном, Марко Григоли и Грегором Дешванденом.
На чемпионате мира по лыжным видам спорта в 2019 году в Инсбруке Пайер завоевал бронзовую медаль заняв третье место следом за немцами Маркусом Айзенбихлером и Карлом Гейгером. Это была первая медаль для Швейцарии на чемпионатах мира с 2011 года.

## Победа на этапах Кубка мира (0)
| 1 |

## Подиумы на этапах Кубка мира (1)
| Номер | Сезон     | Дата       | Место               | Трамплин | Соревнование | Итоговое место |
| ----- | --------- | ---------- | ------------------- | -------- | ------------ | -------------- |
| 1     | 2019/2020 | 08.12.2019 | Нижний Тагил Россия | БТ 134   | 2019/2020    | 2              |